# Manuel Joaquim Pinto Pacca
Manuel Joaquim Pinto Pacca (Salvador, 1789 – 27 de agosto de 1864), foi um Brigadeiro reformado de primeira classe do Exército Brasileiro, Deputado federal pelo estado da Bahia e o primeiro Comandante-geral da Polícia Militar da Bahia.

## Biografia
Nascido Manuel Joaquim de Sant'Ana Pinto, por volta do ano de 1789, era filho de Victoriano da Silva Pinto. Acredita-se que optou pela troca de sobrenome como forma de demonstrar patriotismo durante e após a Independência do Brasil. Seu sobrenome Pacca provavelmente advém do animal paca. Um de seus filhos, Augusto Pinto Paca, presenteou o amigo e antigo colega de classe Marechal Deodoro da Fonseca com o animal acompanhado de um poema:

Se não me chamasse Paca
Filho da fé e da esperança,
Este bicho escaparia
Da mais humilde lembrança.

Sendo assim o que fazer,
Temendo ser esquecido,
Mando no bicho a lembrança
Inda depois de comido.

Espero que o bom amigo
Sempre grande e sempre nobre,
No bichinho que ofereço
Veja o Paca velho e pobre...

É pequeníssima a oferta
Mas rogo que alegre aceite,
Não pode dar boa luz
Lamparina sem azeite.

— Augusto Pinto Pacca, circa 1890,
⠀⠀⠀⠀⠀⠀⠀⠀⠀
⠀⠀⠀⠀⠀⠀⠀⠀⠀
⠀⠀⠀⠀⠀⠀⠀⠀⠀
⠀⠀⠀⠀⠀⠀⠀⠀⠀
⠀⠀⠀⠀⠀⠀⠀⠀⠀
⠀⠀⠀⠀⠀⠀⠀⠀⠀
⠀⠀⠀⠀⠀⠀⠀⠀⠀
⠀⠀⠀⠀⠀⠀⠀⠀⠀
⠀⠀⠀⠀⠀⠀⠀⠀⠀
⠀⠀⠀⠀⠀⠀⠀⠀⠀
⠀⠀⠀⠀⠀⠀⠀⠀⠀
⠀⠀⠀⠀⠀⠀⠀⠀⠀
⠀⠀⠀⠀⠀⠀⠀⠀⠀
⠀⠀⠀⠀⠀⠀⠀⠀⠀
⠀⠀⠀⠀⠀⠀⠀⠀⠀
⠀⠀⠀⠀⠀⠀⠀⠀⠀
⠀⠀⠀⠀⠀⠀⠀⠀⠀
⠀⠀⠀⠀⠀⠀
Pinto Pacca era natural de Salvador, Bahia. Iniciou como soldado e terminou sua carreira militar como Brigadeiro Reformado do Exercito. Recebeu diversas condecorações e títulos como a Ordem do Cruzeiro, Cavaleiro da Ordem da Rosa e Cavaleiro da Ordem de S. Bento de Avis e a Medalha da Campanha da Independência.
Em 1817, sob o comando de D. Luís Baltasar da Silveira marchou para reprimir a Revolução Pernambucana. Em 1822, fez parte do exército pacificador do Recôncavo Baiano na Independência da Bahia. Em 1825, assumiu como primeiro comandante-geral da Polícia Militar da Bahia. Em1837, suprimiu a Revolta da Sabinada.
Foi deputado à Assembleia Geral entre 1850 e 1857 pelo estado da Bahia. Devido a acusações graves (durante seu segundo termo) de envolvimento com um falso documento nuncupativo do Barão de Vila Nova do Minho teve seu mandato cassado, mas foi absolvido por unanimidade da acusação após julgamento pelo Senado.

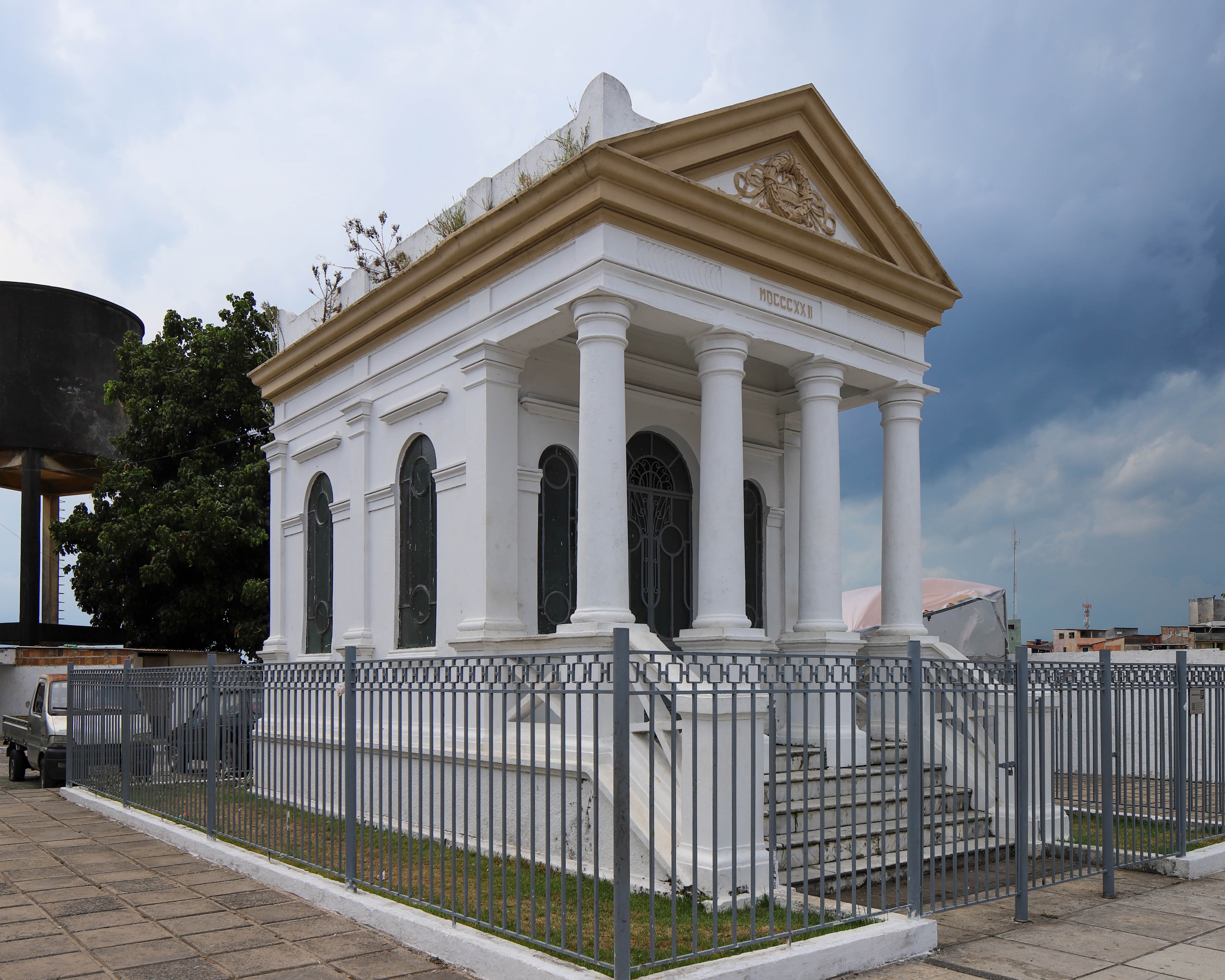
Panteão ao General Labatut, em Pirajá. Local para onde foram transladados os restos mortais de Pinto Pacca, considerado herói da Independência da Bahia

Faleceu na então capital baiana em 27 de Agosto de 1864 e foi enterrado no cemitério do Campo Santo. Anos depois, seus restos mortais foram exumados para o panteão ao General Labatut no bairro de Pirajá.

## Publicações
- Correspondência oficial do Quartel-mestre general - pelo tenente-coronel Manuel Joaquim Pinto Pacca no acampamento de Pirajá durante o ataque da cidade pelas tropas da legalidade nos memoráveis dias 13, 14, 15 e 16 de março de 1838. Bahia, 1838, 28 págs. - Refere-se aos ultimas dias da revolução de 7 de novembro, a Sabinada.[1]
- Exposição - que ofereceu à consideração da Assembleia geral do Rio de Janeiro, 1856, 14 págs.[1] Como provas de idoneidade para defesa de acusações feitas contra Pinto Pacca de falsidade ideológica [3]no testamento nuncupativo do Visconde/Barão de Vila Nova do Minho[8], o maior traficante de escravos do Atlântico Sul durante o segundo quartel do século XIX.[9]
- Matto Grosso por Curitiba e Tibagy - Itinerário da viagem que fez ao Baixo Paraguay por ordem do Excelentíssimo Sr. Marquês de Caxias, etc., acompanhado das observações que lhe são concernentes - Na Revista do Instituto Histórico, tomo 28, 1865, parte 1ª, págs.. 32 e seguintes.[1]